# Norwegische Enigma

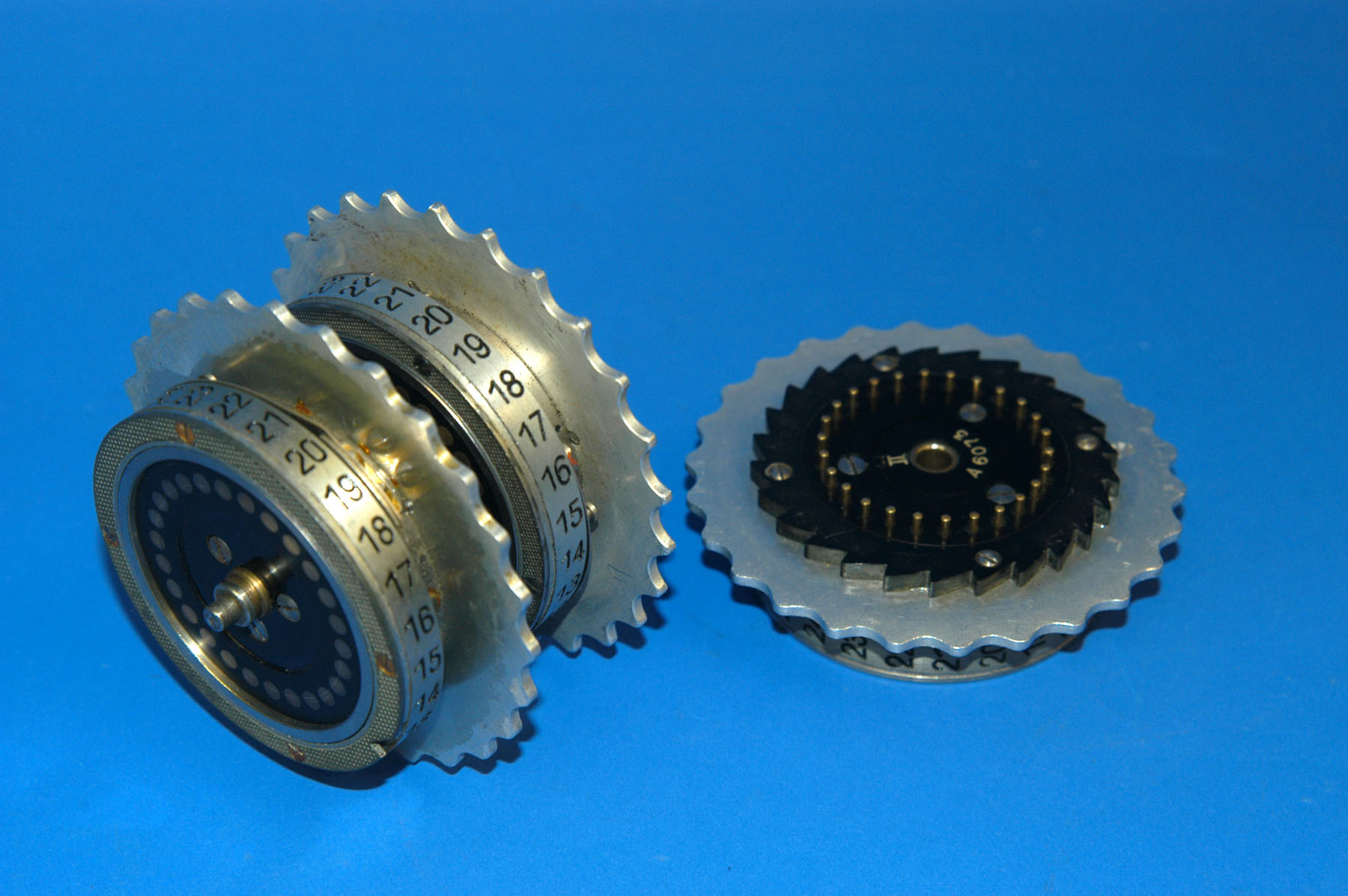
Nur die leicht wechselbaren Walzen der Enigma I wurden von den Norwegern neu verdrahtet

Bei der Norwegischen Enigma handelt es sich um erbeutete deutsche Enigma I Maschinen, die von Norwegen mit neu verdrahteten Walzen weiter verwendet wurden.

## Geschichte
Im Jahr 1945, unmittelbar nach Ende des Zweiten Weltkriegs, nutzte der norwegische Nachrichtendienst, damals genannt Overvåkingspolitiet („Überwachungspolizei“), einige von der deutschen Wehrmacht erbeutete Rotor-Schlüsselmaschinen Enigma für eigene Verschlüsselungszwecke. Dazu wurden von den Norwegern die rotierenden Walzen (I bis V) und auch die Umkehrwalze (UKW) neu verdrahtet. Die Verdrahtung der Eintrittswalze (ETW) hingegen sowie auch die Übertragskerben der Walzen ließ man unverändert. Zur Unterscheidung zu den regulär verdrahteten Enigma-Maschinen werden diese so modifizierten Enigma-Modelle als „Norenigma“ (und auch als Norway Enigma) bezeichnet.

## Walzenverdrahtung
Die Verdrahtung der einzelnen Walzen der Norenigma ist in der folgenden Tabelle angegeben:
```
        
A B C D E F G H I J K L M N O P Q R S T U V W X Y Z

I
       W T O K A S U Y V R B X J H Q C P Z E F M D I N L G

II
      G J L P U B S W E M C T Q V H X A O F Z D R K Y N I

III
     J W F M H N B P U S D Y T I X V Z G R Q L A O E K C

IV
      E S O V P Z J A Y Q U I R H X L N F T G K D C M W B

V
       H E J X Q O T Z B V F D A S C I L W P G Y N M U R K

 

UKW
     AM  BO  CW  DJ  EY  FP  GU  HX  IN  KS  LR  QV  TZ
```